# Tummelum
Koordinaten: 54° 46′ 58,3″ N, 9° 26′ 10,3″ O
Das Tummelum ist Flensburgs größtes Altstadtfest, das zu Hochzeiten von mehreren Hunderttausend besucht wird und bekannt ist wegen seiner Spaßolympiade, die dem Fest Einträge in das Guinness-Buch der Rekorde einbrachte. Die Festmeile in der Flensburger Innenstadt erstreckt sich vom Südermarkt über den Holm, die Große Straße, den Nordermarkt bis zum Willy-Brandt-Platz an der Schiffbrücke.

## Geschichte
Der Name leitet sich aus der Mischsprache Petuh ab und bedeutet etwa „Unruhe“. Keimzelle des dreitägigen Volksfestes ist das 700-jährige Stadtjubiläum im Jahr 1984, das mit dem Tummelum zwei Jahre später eine Fortsetzung fand. Als Erfinder und Macher des Tummelums, zuletzt 2012, gilt der Kultur-Manager Michael Reinhardt, bekannt als Organisateur der Musikkneipe Galerie, den die Partner im Herzen der Stadt 1986 beauftragten, das Flensburger Stadtfest auszugestalten. Die Gesamtkosten in Höhe von zuletzt rund 76 000 Euro im Jahr 2012 deckten die Veranstalter durch Standmieten, beteiligte Straßencafés und freiwillige Umlagen des Einzelhandels.
Üblicherweise fand das Fest alle zwei Jahre im Frühjahr/Sommer statt und wird von der IG Flensburg Innenstadt offiziell organisiert. Allerdings gab es in den letzten Jahren Unregelmäßigkeiten in der zeitlichen Ausrichtung: Zwar gab es 2009 mit 150.000 Besuchern und 2012 ein Fest, aber für 2014 und 2016 war keines geplant.
Im Guinness-Buch der Rekorde ist Johann Traber verzeichnet, dem auf dem Tummelum 2005 mit 53 km/h der schnellste Wheelie (Auf dem Hinterrad fahren) auf einem Seil gelang.

## Programm
Zur offiziellen Eröffnung wird zum Auftakt vom Stadtpräsidenten – ähnlich dem Fassanstich auf dem Münchener Oktoberfest – ein Bierfass angestochen. Auf der Veranstaltungsfläche offerieren Geschäft(sleut)e der Innenstadt Aktionen rund ums Einkaufen und stellen ein musikalisches Programm auf. So lautete 2012 das Motto: „Sing, Flensburg, sing!“ Bisher traten beim Tummelum vor allem einheimische Künstler auf, darunter folgende Sänger, Musiker, Tänzer, Chöre und Einzelunterhalter: Harry Schmidt alias Big Harry, Marquardt Petersen, die Flensburger Band Ludwig Van, 1991 die Angeliter Trachtengruppe von 1979 e. V., die Fördemöwen, HighFive Shantychöre, Feuerwehrorchester, die ABBA-Coverband Abbafever und die Jugend-Big-Band des Alten Gymnasiums. Ebenso hielt 2009 auf einem Ökumenischen Gottesdienst auf dem Südermarkt der Schleswiger Bischof Gerhard Ulrich 2009 eine Open-Air-Predigt.